# 诺盖拉 (马亚)
诺盖拉是葡萄牙波尔图区的一个堂区。总面积4.08平方公里，总人口4478人，人口密度1097.5人/平方公里。